# Patrick Dorgan
Patrick Dorgan eller Patrick Thor Dorgan (født 1987 i København) er en dansk sanger. Hans debutsingle "On the Way Down" kom blandt top tre på Hitlisten, den officielle danske singlehitliste. Han slog for alvor igennem med nummeret "Marilyn", der var blandt de mest spillede sange i dansk radio i 2015.
Hans debutalbum, Painkillers, udkom i 2015 og modtog fire ud af fem stjerner i musikmagasinet GAFFA.
Han deltog i Dansk Melodi Grand Prix 2022 med sangen "Vinden suser ind".

## Priser og nomineringer
| År   | Pris         | Kategori                | Nomineret      | Resultat  |
| ---- | ------------ | ----------------------- | -------------- | --------- |
| 2015 | P3 Guld      | P3 Guld for P3 Talentet | Patrick Dorgan | Nomineret |
| 2015 | GAFFA-Prisen | Årets Nye Danske Navn   | Patrick Dorgan | Nomineret |
| 2016 | Zulu Awards  | Årets nye danske navn   | Patrick Dorgan | Nomineret |

## Diskografi
Album
- Painkillers (Album, 2015)
- 03:17 (EP, 2018)
- Coming Home (EP, 2018)

Singler
- I'm The one (Single, 2020)
- She Cares (Single, 2020)
- Christmas Eve (Single, 2020)
- Old School (Single, 2021)
- Vinden Suser Ind (Single, 2022)
- Man Kan Ikke Tage Tiden Tilbage (Single, 2022)
- Today It's All About Christmas w/ Benjamin Koppel (Single, 2023)